# الإسلام في المملكة المتحدة
الإسلام في المملكة المتحدة يعد ثاني أكبر ديانة في المملكة، ويتزايد المسلمون فيها بشكل ملحوظ، وفقا لتعداد المملكة المتحدة في عام 2011، يعيش أكثر من 2.7 مليون من المسلمين في إنجلترا وويلز حيث يشكلون 4.0% من عدد السكان العام و9.1% من الأطفال دون سن الخامسة. بينما بلغوا 3,868,133 (6.5٪) في إنجلترا وويلز، 3,801,179 في إنجلترا و66,950 في ويلز في تعداد 2021. أغلبهم من السنة وهناك أقلية شيعة.
يتركز معظمهم في لندن، ومانشستر وغلاسكو، ولكن يسكن لندن ما يقارب 43% منهم. أغلب المسلمين في المملكة هم مهاجرون أو من أصول تعود لشبه القارة الهندية التي تشمل الهند وباكستان وأفغانستان وإيران، ومن بعدها الشرق الأوسط وشمال أفريقيا ومن ثم دول أخرى مثل ماليزيا ونيجيريا. كما يوجد عدد متزايد من البريطانيين يعتنقون الإسلام سنويا. فقد كتبت صحيفة إندبندنت في يناير 2011 أن العدد الحقيقي للبريطانيين المعتنقين للإسلام يمكن أن يكون حوالي 100 ألف بريطاني مسلم وذلك نقلا عن دراسة جديدة لمجموعة فيث ماترز الفكرية (66% منهم نساء). كما قدرت الدراسة ذاتها عدد معتنقي الإسلام في سنة 2011 إلى 5,000 معتنق.
كشَف مكتبُ الإحصاء البريطاني (ONS) عن آخر إحصاءاته عن أعداد المسلمين في إنجلترا وويلز، وأفاد الإحصاء أن نسبة المسلمين ارتفعت بمقدار 1.2 مليون خلال العشر سنوات الأخيرة، ليصل عدد السكان المسلمين إلى 3.9 مليون في عام 2021.

## التاريخ

### العصور الوسطى

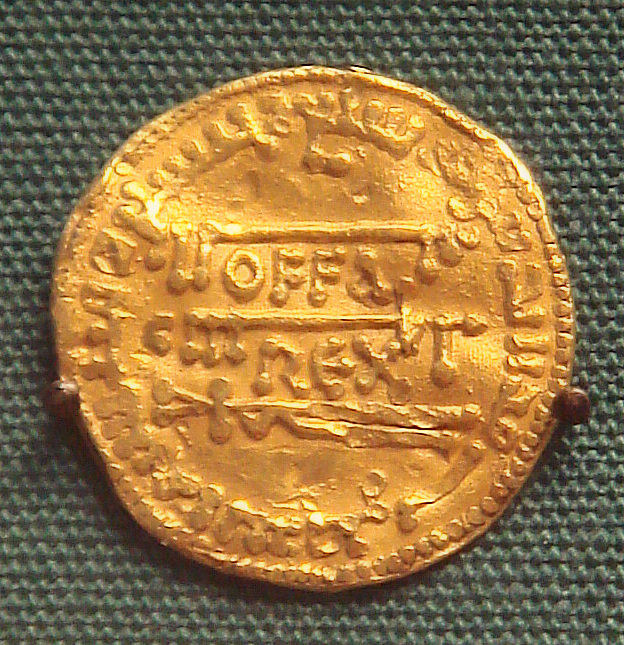
دينار ذهبي للملك أوفا، نسخ من دينار الخلافة العباسية (774)؛ ويشتمل علي النص العربي محمدا رسول الله.

على الرغم من أن الإسلام يعتقد عموما بأنه قد وصل حديثا إلى بريطانيا، فقد كان هناك احتكاكا طفيفا بين الإنجليز وبين المسلمين لقرون عديدة.
سيكون لدينا مثالا مبكرا أن يكون قرار أوفا، في القرن الثامن -ملك مرسيا (واحدة من ممالك الأنجلوسكسونيون القائمة في ذلك الوقت)، أن يكون لديهم عملة تشبه ما كان يضربها أو يصدرها الحاكم المسلم المعاصر، الخليفة المنصور إلى حد كبير على نسخة من القطع النقدية -وتلك عملة سكت مع نقش الإسلامي. قد تم سك هذه النقود لمجرد الهيبة أو لتسهيل التجارة مع توسع خلافة قرطبة، حيث كان دينار الذهب الإسلامي العملة الأكثر أهمية في منطقة البحر الأبيض المتوسط في ذلك الوقت. عملة أوفا قد بدت بما فيه الكفاية مثل الأصل حيث كانت تقبل بسهولة في جنوب أوروبا، بينما في الوقت نفسه كان أسمه وضحا للعيان.
تم العثور على إشارات عن بريطانيا أيضا في وقت مبكر الأدب الجغرافي الإسلامي، مثل عمل ابن رسته من القرن 9th(توفي 910) الذي يصف جزر "Bratiniya".
دراسات إسلامية، وخاصة الفلسفة الإسلامية المبكرة والعلوم الإسلامية، وكان معروفا جيدا من خلال الترجمة اللاتينية التي درست في إنجلترا من قبل جيفري تشوسر 1386، عندما كان يكتب.. في مقدمة ل حكايات كانتربري ، هناك بين الحجاج الذاهبون لكانتربري، مثل Doctour Phisyk التي شملت المعلم الرازي (الرازي)، وابن سينا (ابن سينا، العربية ابن سينا) وابن رشد (ابن رشد، ابن رشد العربية).في حكايات كانتربري، وسمة الصباغين وعمل ابن سينا جزء بخصوص السموم. كان عمل ابن سينا القانون في الطب (1025)، الترجمة اللاتينية، كان نصا موحدا لطلاب الطب حتى القرن ال18. روجر بيكون، كان واحدا من أقرب الدعاة في أوروبا من أنصار المنهج العلمي، ومن المعروف أنهم درسوا أعمالا عدة للفلاسفة المسلمين الأوائل. على وجه الخصوص، فقد تأثر عمله في البصريات في القرن 13th من قبل كتاب البصريات (1021) الذي كتبه ابن الهيثم (ابن الهيثم).
البروفيسور جون مقدسي له كتاب أصول الإسلامية في القانون العام في مراجعة القانون نورث كارولينا، اقترح شيئا غريبا وهو أن القانون الإنجليزي القانون العام كان مستوحى من الشريعة الإسلامية من القرون الوسطى. وعقد مقدسي عدة مقارنات بين "رويال العقد الإنجليزية وهي محمية بفعل الدين والإسلامي الحل والعقد، واللغة الإنجليزية الجنايات من رواية disseisin (اعتمد الجنايات في 1166 في الجنايات من كلارندون) والإسلامي Istihqaq أو الاشتقاق، و"اللغة الإنجليزية لجنة التحكيم والإسلامي العفيف في العقيدة المالكية الكلاسيكية مدرسة الفقه الإسلامي، وجادلت بأن هذه المؤسسات قد أحيلت إلى إنجلترا من قبل النورمان، "من خلال اتصال وثيق بين ممالك النورمان من روجر الثاني في صقلية - الذي حكم وغزا الإدارة الإسلامية - وهنري الثاني في انجلترا." كما قال مقدسي أن "كلية الحقوق تعرف بالالمحكمة الصغيرة في انكلترا (الذي يؤكد توازيها مع المدارس الدينية)التي تعزى نشأتها أيضا من الشريعة الإسلامية، على الرغم من أنها تحمل المزيد من التشابه إلى كليات أوكسبريدج، وهي أقرب إلى المنزل بكثير (حيث معظم الطلاب قد قاموا بدراستها سابقا) ونشأ في التركيز في هولبورن بعد منع رجال الدين تدريس القانون العام من قبل البابا، وتم نفي كليات الحقوق من مدينة لندن (موقعها الحالي يقع بين المدينة القديمة والمحاكم في وستمنستر).[بحاجة لمصدر] ويذكر أن المنهجية القانونية السابقة والمنطق المستنده إلى التشبيه و (القياس) هي أيضا مماثلة في كل من أنظمة الشريعة الإسلامية المشتركة على الرغم من أن ممارسة اللغة الإنجليزية تنشأ من منهجية براكتون، مما أدى إلى نشر تقارير لاحقة من قانون.[بحاجة لمصدر]. فقهاء القانون الأخرى مثل مونيكا جاويديوسي، جمال مرسي بدر وأ. هدسون وقد جادل بأن اللغة الإنجليزية قانون التوكيل ووكالة المؤسسات، التي أدخلت من قبل الصليبيين قد تم تكييفها من قبل  الوقف  الإسلامي و الحوالة وتلك مؤسسات التي قد صودفت في الشرق الأوسط. بول براند لاحظ أيضا أوجه الشبه بين الوقف والقواعد التي قد أستخدمت لإنشاء كلية ميرتون من والتر دي ميرتون، اللتان كانت لهم صلات مع فرسان الهيكل، ولكن براند يشير أيضا إلى أن فرسان الهيكل كانوا معنيون في المقام الأول بمحاربة المسلمين بدلا من التعلم منهم، مما يجعل الأمر أقل عرضة بأنه تقليد للمؤسسات القانونية الإسلامية.

### أوائل العصر الحديث

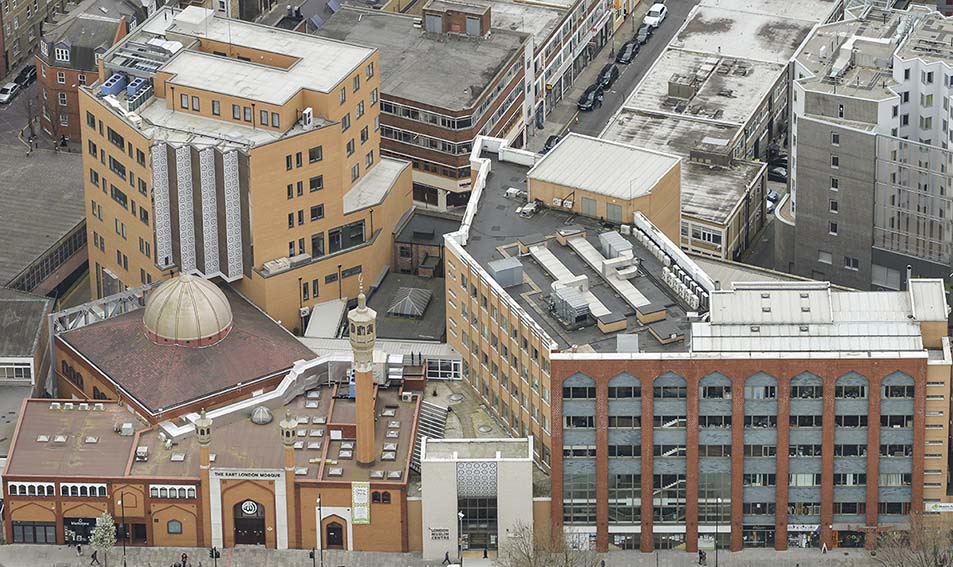
إن مسجد شرق لندن هو المسجد الأول الذي سمح ببث الأذان في أوروبا.

أول إنجليزي متحول إلى الإسلام قد ذكر بإسمه هو جون نيلسون. الكاتب من القرن السادس عشر ريتشارد هاكلوت ادعى أنه اضطر للتحول إلى الإسلام، على الرغم من أنه يذكر في نفس القصة الإنجليز الآخرين الذين تحولوا عن طيب خاطر.
وكان لهذا الملك ابنا كان حاكما في جزيرة تسمى جربي، التي جعلت صلات بسفينة الإنجليزية تسمى التنين الأخضر، حيث كانت أساسا M. Blonket، كان له صبي مستاء للغاية على تلك السفينة، وفهم أن الترك سيحولون كل من على ظهر السفينة، منهم أن ابن الملك سيتم تحوله قسريا إلى دين الترك. كان اسمه جون نيلسون.
الكابتن جون وارد من كنت كان واحدا من عدد من البحارة البريطانيين الذي أصبح من القراصنة حيث أتى من المغرب وهو قد اعتنق الإسلام أيضا. كان هاجس الكابتن جون وارد مع القليل من الطيور خلال فترة وجوده في تونس (حيث هرب). لدرجة أن السكان المحليين سوف يطلقون عليه «جاك عصفور» لأن الكلمة العربية العصفور. مرادفة سبارو.
حركة الموحدين أصبحت مهتمة بأمر الإيمان، وهنري ستوبيس كتب شيئا إيجابيا عن الإسلام
ويعتقد أنه هو أيضا كان قد تحول إلى الإيمان بالإسلام.
من 1609- 1616، خسرت إنجلترا 466 من السفن نتيجة الجهاد بحري أو ما يسمّى بـالفتوحات الإسلامية في بريطانيا، حيث تم بيع الركاب نتيجة العبودية في شمال أفريقيا. عام 1625، أفيد بأن جزيرة لوندي، وهي جزيرة في قناة برستل التي كانت مخبأ القراصنة لأكثر من نصف القرن السابق، قد احتلت من قبل ثلاثة من القراصنة العثمانيين الذين كانوا يهددون بحرق إلفراكومب.كان جزائر روفرز يستخدمون الجزيرة كقاعدة في عام 1635، على الرغم من أن الجزيرة نفسها قد تعرضت للهجوم والنهب في غارة إسبانية في عام 1633. عام 1627، القراصنة البربر تحت قيادة المرتد الهولندي مراد رايس التي تعمل انطلاقا من ميناء المغربي سلا لاندي، المحتلة قبل أن يطردوا من قبل السير جون بنينجتون وهو أميرال إنجليزي الذي خدم في عهد تشارلز الأول من إنجلترا. خلال هذا الوقت كانت هناك تقارير حول العبيد المختطفين الذين يتم إرسالهم إلى الجزائر وكان العلم الإسلامي يحلق فوق لوندي.
كان مسلم المغاربة له تأثير ملحوظ على أعمال جورج بيلي ووليام شكسبير. بعض من أعمالهم الشخصيات المنحدرة من أصول عربية مميزة، مثل بيلي معركة الكازار وشكسبير تاجر البندقية، تيتوس أندرونيكوس وعطيل، التي تتضمن عطيل المغاربي تبعا لاسم الشخصية. ويقال إن هذه الأعمال تم أخذها من تفويض مغاربي من المغرب إلى بريطانيا في العصر الإليزابيثي حوالي 1600. وقد رسمت ووضعت صورة لواحدة من السفراء المغاربيين، عبد الواحد بن مسعود بن محمد أنون، الذي جاء لتشجيع التحالف الأنجليزي المغربي.
العمامة كان يتم ارتداؤها في عصر النهضة في إنجلترا. في حين تم تشكيل العلاقات الودية بين إنجلترا والحضارات الإسلامية في الشرق الأوسط في مطلع القرن السادس عشر أما الموضات الفارسية والأسلوب التركي كان يتم ارتداؤه بعض الأحيان من قبل الطبقات العليا كشكل من أشكال الحزب أو ملابس تنكرية.

### العصر الحديث
كانت لبريطانيا صلة بالحروب الصليبية في بلاد المشرق العربي وهكذا بدأ أول احتكاك بالمسلمين، وبدأت علاقة بريطانيا بالمسلمين في العصر الحديث مع احتلال بريطانيا للعديد من الشعوب الإسلامية وهجرة بعض المسلمين من تلك المستعمرات إلى بريطانيا ومن أوائل الهجرات جماعات من عدن عملوا في المهن البحرية في سنة (1287 هـ - 1871 م) واستقرت في مدينة (كارديف) وتوالت هجرات أخرى من مناطق إسلامية فأتت هجرات من قبرص ومن شمال وشرقي إفريقيا. وزاد عدد المسلمين في بريطانيا في أعقاب الحرب العالمية الأولى. وقدمت هجرات إسلامية إلى بريطانيا من يوغسلافيا، وألبانيا وبلاد شرقي أوروبا ومن الهند والباكستان. وعندما ازدادت حاجة بريطانيا للأيدي العاملة ازدادت هجرة العمال المسلمين إليها ووصل عدد المسلمين في بريطانيا أكثر من مليون مسلم، وينتشر المسلمين في مناطق ومدن عديدة من بريطانيا ويعمل المسلمين في القطاعات الصناعية والصناعات المعدنية وبعض الخدمات الشاقة، وهناك فئة تعمل بالتجارة كما يوجد آلاف من الأطباء المسلمين والمهندسين والعلماء كما يعمل آلاف في سلك التعليم.

## الموقع في المجتمع

### الفقر والغنى
وفقًا لتحليل يستند إلى الإحصاء السكاني لعام 2011، يواجه المسلمون في المملكة المتحدة معايير ضعيفة للإسكان ومستويات أقل من التعليم وأكثر عرضة للمرض طويل الأمد، ولدى المسلمين في المملكة المتحدة أعلى معدل للبطالة، والأفقر على مستوى الصحة، والأقل تأهيلاً علمياً بين الجماعات الدينية. وقد أوضحت هذه الأرقام، إلى حد ما، حقيقة أن المسلمين كانوا أقل المجموعات الدينية رسوخًا، وأنهم يتمتعون بصغر السن.

### القانون والنظام
ارتفعت نسبة المسلمين في السجون في المملكة المتحدة من 8% في عام 2002 إلى 15% في عام 2016. وأفاد تقرير عام 2010 من قبل كبير مفتشي السجون أن 30% من السجناء المسلمين الذين تمت مقابلتهم قد تحولوا إلى الإسلام إثناء وجودهم في السجن، ووفقاً للتقرير تحول بعضهم إلى الإسلام من أجل الحصول على الفوائد الخاصة بالمسلمين.

## المساجد البارزة
- مسجد فضل أول مسجد في لندن، الذي بني في عام 1926

(المعروف أيضا باسم مسجد لندن)
- جامع مسجد مسجد جامي في بريستون
- مسجد شاه جهان في ووكينغ أول مسجد يبنى بغرض التعبد في بريطانيا.
- المسجد المركزي في ديوسبري
- مسجد مانشستر المركزي (المعروف أيضا باسم «مسجد فيكتوريا بارك»)
- مسجد الرحمة في ليفربول
- مسجد برمنغهام المركزي
- مسجد شرق لندن
- مسجد ليدز الكبير
- مسجد فينسبري بارك في لندن
- مسجد المهدي في برادفورد
- مسجد آبي ميلز في لندن
- مسجد المدينة المنورة في شيفيلد
- مسجد دار البركات في برمنغهام
- مسجد شرق لندن
- مسجد ليدز الكبير
- مسجد فينسبري بارك في لندن
- مسجد المهدي في برادفورد
- مسجد آبي ميلز في لندن
- مسجد المدينة المنورة في شيفيلد
- مسجد دار البركات في برمنغهام
- مسجد نيوكاسل المركزي

## توزيع المسلمين في المملكة المتحدة
من تعداد السكان عام 2001

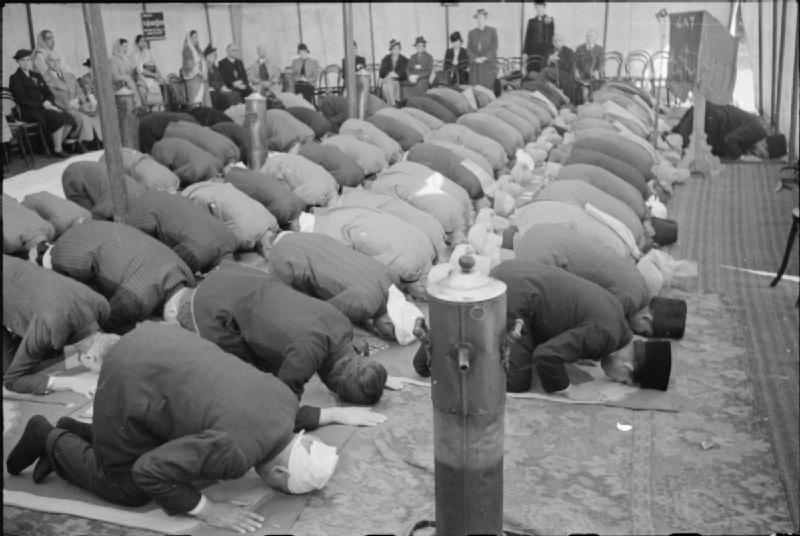
المسلمون في بريطانيا 1941 م

- لندن: تعداد السكان: 7.2 مليون - المسلمون: 1 مليون - 16%
- اسكتلندا: تعداد السكان: 5.1 مليون - المسلمون: 40,000 - 0.8%
- برمنغهام: تعداد السكان: 1 مليون - المسلمون: 150,000 - 15%
- ليستر: تعداد السكان: 300,000 - المسلمون: 35,000 - 12%
- برادفورد: تعداد السكان: 483,000 - المسلمون: 82,750 - 17%
- ليدز: تعداد السكان: 680,700 - المسلمون: 30,750 - 4.5%
- ويلز: تعداد السكان: 2.9 مليون - المسلمون: 30,000 - 1.7%
- أولدهام: تعداد السكان: 218,500 - المسلمون: 25,000 - 11%
- أيرلندة الشمالية: تعداد السكان: 1.7 مليون - المسلمون: 4,000 - 0.2%[39]

## الهيئات الأسلامية
الجمعيات والمراكز والهيئات الإسلامية كثيرة ومتعددة، بعضها يهتم بمسجد معين والبعض الآخر يركز نشاطه على المطبوعات والنشر والبعض يهتم بالتعليم وبعض الجمعيات تهتم بالنواحي الإعلامية ويوجد في بريطانيا أكثر من 1400 مركز إسلامي، ويوجد معظمها في لندن. ويوجد في بريطانيا أكثر من 1500 مسجد ومصلى موزعة في أنحاء البلاد.